# Netpolgár
A netpolgár egy vegyülékszó, amely az internet és az állampolgár szavak összekapcsolódásából keletkezett. Egyrészt a politizálásra az internetet aktívan használó állampolgárt, másrészt az internet bővítéséhez, minél szélesebb körű alkalmazásához hozzájáruló felhasználót jelenti.

## Rokon kategóriák

### Olvtárs
Az olvtárs jelentése: az internetes közösséghez tartozó személy. Hasonló a jelentése, mint az angol netizen szónak, de ironikus-politikai színezete miatt nem azonosítható vele.
A kifejezést az Index.hu portál fórumközössége terjesztette el a magyar internetes nyelvben. Első előfordulása az internetto.hu egykori OlvÍr csevegő oldalán található, 1997. augusztus 28., 16 óra 32 perckori megjelenéssel:
„Odalenn a patkóban nyelv- és Olvtársaink egymást pallérozzák mívesen, ki a keresztényi szeretet, ki a liberális tolerancia, ki pedig a common sense (=közgondolkodás, közvélemeny, DD-nek mondom) szent racionalitása nevében, mi pedig zavarunkban fütyörészünk, a fenébe is.”
Az első előfordulás nagybetűs formája arra utal, hogy eredeti jelentése szerint szorosan csak az OlvÍr közösségéhez tartozókra vonatkozott ironikus utalásként az „elvtárs” kifejezésre, és onnan általánosult az „olvasó + társ” rövidítéseként.